# Drekavac
Drekavac (дрекавац, též drek, drekavak či drekalo) je bytost ze srbského folklóru. Věřili v něj lidé v západním Srbsku, Bosně, Šumadiji a v Kosovu . Drekavcové jsou duše mrtvých a nepokřtěných dětí, jedná se tedy o revenanty, podobné navkám z východoslovanského folklóru. Srbské slovo drečati znamená skučet, křičet, vřískat nebo pištět.

## Populární kultura
- Drekavac je karta ve hře Magic: The Gathering.
- Drekavac se objevuje v bestiáři ke stolnímu RPG Pathfinder.
- Drekavac se vyskytuje ve filmu Hezké vesnice hezky hoří, kde je nepřímo označen za viníka války v Bosně a Hercegovině.

## Podobná stvoření
- Bukavac – šestinohá příšera se zatočenými rohy která byla známá v chorvatském Sremu. Žil v jezerech nebo velkých rybnících. V noci vylézal na břeh a tropil velký hluk. Z toho je odvozeno také jeho jméno, neboť v srbštině buka znamená hluk. Skákal na lidi a zvířata, aby je zaškrtil nebo zardousil.[3]
- Jaud – vampýr, který vzniká z nedonošeného dítěte. [4]
- Plakavac – malý vampýr známý v Hercegovině, novorozeně přiškrcené při porodu svou matkou, které v noci vstane z mrtvých, vrátí se domů a přitom vříská, ale nikomu neublíží.[5]